# BMW・V12 LMR
BMW・V12 LMRは、1999年のル・マン24時間レース参戦用にBMWとウィリアムズが開発したプロトタイプレーシングカーで、BMW単独のマシンとしては初のル・マン総合優勝を飾ったマシンである。

## 概要
前年のBMW・V12 LMが充分な成績を修めることができなかったBMW・ウィリアムズ陣営は、1999年に向けて徹底的にマシンを改良した。前年までGTとは名ばかりのGT1はLMGTPという名称で新たにプロトタイプに組み入れられ、プロトタイプはオープンボディのLMPとクローズドボディのLMGTPの2種類が存在することになった。燃料タンクが90リットルに、最低車重も900kgに統一された。それまでGT1に認められていたABSやトラクションコントロールは、LMGTPではLMPに合わせ禁止となり、逆にLMPは後端にディフューザーの装備が許された。ただエンジン出力に関しては、LMGTPの方がエアリストリクター径に関してLMPより若干優遇され50PSほど高く認められていた。

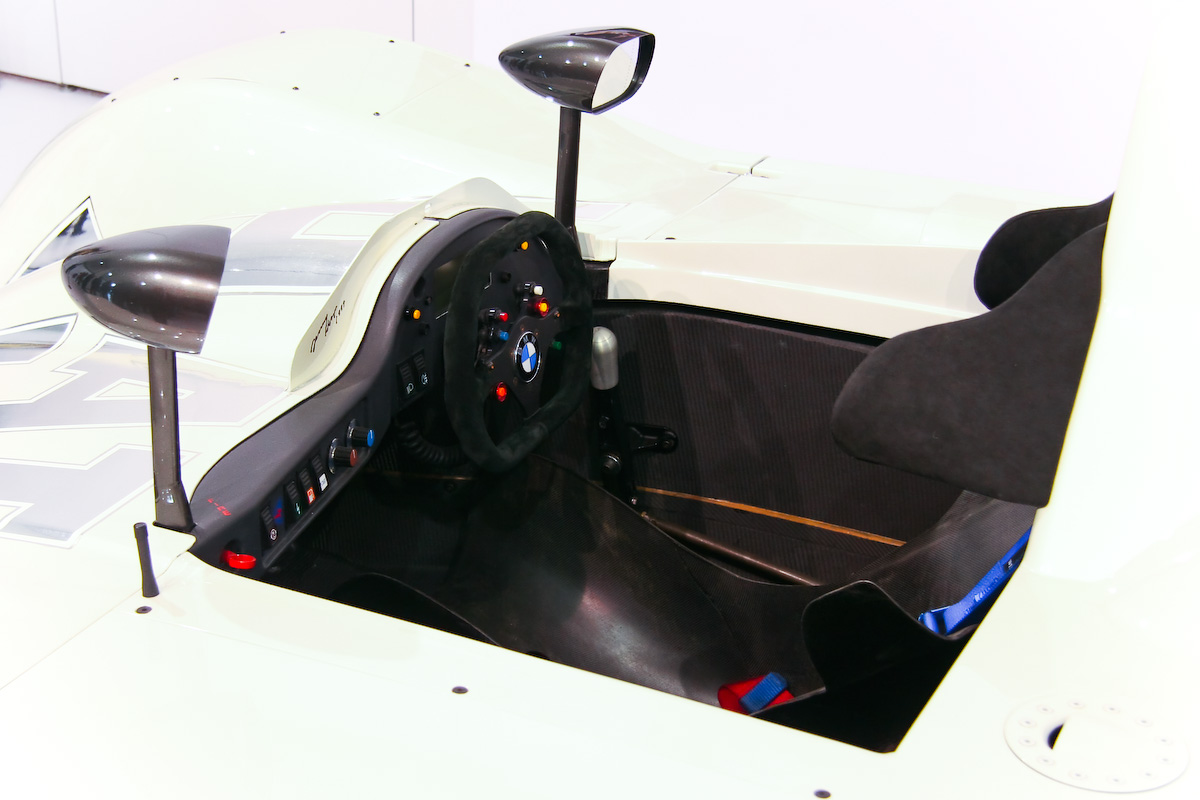
コックピット

この年はクローズドのLMGTPがメルセデス、トヨタ自動車、アウディ、オープンのLMPがBMWの他、日産自動車、そしてアウディはオープン・クローズドの両面作戦に出た。V12 LMRは運転席部分だけに設けられる、シングルフープロールバーを採用した最初のスポーツプロトタイプカーであり、このアイデアは、後のアウディ・R8シリーズ4や、童夢・S101、ダラーラSP1などにも影響を与えている。ただし、後にACOは助手席側にもロールバーを設けることを義務付けた。

## 戦績
デビュー戦はアメリカン・ル・マン・シリーズ（ALMS）開幕戦のセブリング12時間。ポールtoウィンの完勝でデビュー戦を飾った。ル・マンの予備予選には3台を持ち込んだが、本番は2台体制。3位、6位で予選を通過した。
レース前はトヨタ・TS020が本命視され、予想通りポールポジションを獲得したが、レース本番では相次ぐトラブルで日本人組の1台のみになり、朝を迎えた時点ではV12 LMRの1-2体制が出来上がっていた。その後トラブルで1台を失うも、トヨタの猛追を振り切り、BMW単独としては初のル・マン制覇を達成した。ル・マン後はALMSに参戦し3勝を上げている。
翌2000年は、BMWとウィリアムズはF1にリソースを集中するため、ル・マン参加を回避した。但しALMSにはシリーズ参戦し2勝をあげている。この年のALMSは北米を飛び出し、シルバーストン、ニュルブルクリンク、アデレードでも開催し、BMWの他、アウディ、GMも参戦する事実上の世界選手権と言えるシリーズであった（翌年から北米大陸のみの開催となる）。この年をもってBMWのスポーツカー活動は終了している。